# Guillem Bofill
Guillem Bofill   (segle XIV - 1427 (Gregorià)) fou un mestre d'obres català. Començà treballant com a picapedrer en les obres de l'església de Sant Feliu de Girona (1381-1383), i passà després a les de la Seu de Girona. El 1404 fou nomenat mestre major d'aquesta catedral. Al 1416 promogué, recolzat pel bisbe Dalmau de Mur, la segona junta d'arquitectes que decidiria la manera de continuar-ne les obres, i hi imposà el criteri de fer-ho amb una nau única que augmentara l'altura de la capçalera ja construïda, així com la claror de l'espai. El seu projecte s'aprovà al 1417. En dirigí les obres fins a 1427, probablement la data de la seua mort.

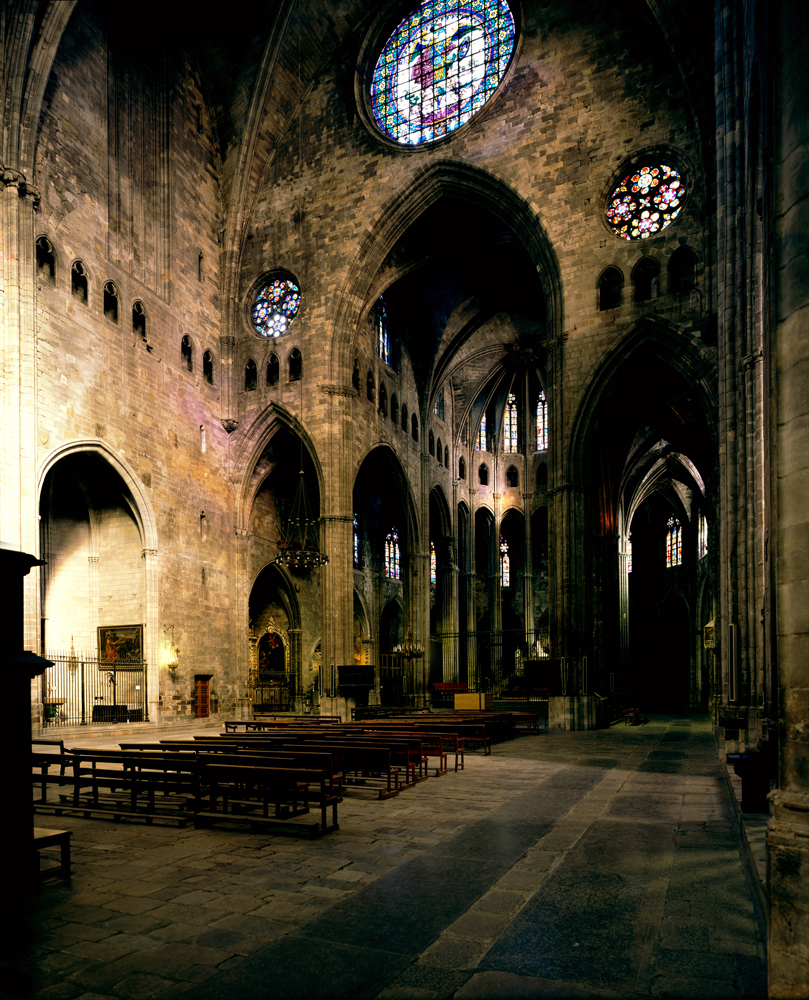
Interior de la Seu de Girona

A Girona s'ha donat el seu nom a un carrer.